# لاورده
لاورده، روستایی در دهستان شیرینو بخش سیراف شهرستان کنگان در استان بوشهر ایران است.
به تازگی، دهیاری این روستا از درجه دو به درجه سه ارتقاء یافته است.

## تاریخچه
این روستای کوهستانی در بالادست شهر شیرینو واقع شده و اغلب اهالی آن به دامداری مشغول هستند. به دلیل نزدیکی به صنایع پتروشیمی مستقر در عسلویه، تعداد زیادی از ساکنان این روستا در این شرکت‌ها مشغول به کار هستند.

## ویژگی‌های فرهنگی و جاذبه‌ها
لاورده به خاطر قرارگیری بین دو کوه و آب و هوای خنک‌اش، به عنوان مکان تفریحی مورد توجه است. در گرمای شدید عسلویه، مردم به این روستا و همچنین روستاهای اطراف نظیر لاور گل و هفت چاه که در بالادست کوهستان قرار دارند، مراجعه می‌کنند.

## جمعیت
بر پایه سرشماری عمومی نفوس و مسکن در سال ۱۳۹۵، جمعیت این روستا برابر با ۲۹۷ نفر (۷۱ خانوار) بوده است.